# 베르나모시

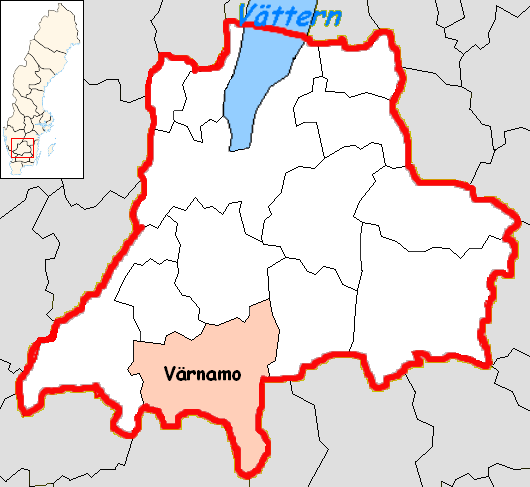
베르나모 시의 위치

베르나모시(스웨덴어: Värnamo kommun)는 스웨덴 옌셰핑주에 위치한 지방 자치체로 행정 중심지는 베르나모이며 면적은 1,382.44km2, 인구는 33,906명(2016년 12월 31일 기준), 인구 밀도는 25명/km2이다.

시 문장